# 澤列納波利亞納 (切爾沃諾阿爾米西克區)
50°35′49″N 28°9′32″E / 50.59694°N 28.15889°E
澤列納波利亞納（烏克蘭語：Зелена Поляна）是烏克蘭北部的村莊，隸屬日托米爾州的日托米爾區。該村始建於1917年，面積0.93平方公里，海拔高度223米，2001年人口168。